# Das Haus der verschwundenen Jahre
Das Haus der verschwundenen Jahre (Originaltitel The Thief of Always) ist ein 1992 erschienener Fantasyroman des englischen Schriftstellers Clive Barker. Es ist sein erstes Buch für Kinder und Jugendliche.

## Handlung
Der zehnjährige Harvey Swick langweilt sich fast zu Tode und wünscht sich Aufregung und Abenteuer. 
Eines Tages trifft er auf den geheimnisvollen Rictus, der ihm von Mr. Hoods Ferienhaus für Kinder erzählt.
Harvey kann dem verlockenden Angebot nicht widerstehen und begleitet Rictus. Rictus führt Harvey durch eine Nebelwand, und die beiden kommen am Ferienhaus an. Harvey stellt fest, dass Mr. Hoods Ferienhaus ein Ort voller Wunder ist, denn das Haus erfüllt jeden Wunsch. Morgens ist Frühling, mittags ist Sommer, abends ist Herbst (mit einem Halloween-Fest) und nachts ist Winter (mit einem Weihnachtsfest). Harvey ist glücklich über diese Wunder und findet in den Kindern Lulu und Wendell Spielgefährten. Wenn sie Hunger haben, kocht ihnen die nette alte Mrs. Griffin die Speisen, die sie sich wünschen. Doch dann hat Harvey das Gefühl, dass er mehr Gefangener als Gast ist und will nach Hause. Harvey will fliehen, und somit beginnt ein Kampf um Leben und Tod.

## Kritik
„Wenn man nach Horrorgeschichten Ausschau hält, deren literarische Qualität über der von Trivialprodukten liegen soll - hier ist eine.“ Süddeutsche Zeitung

## Ausgaben
- Clive Barker: The Thief of Always. Neuausg. HarperTrophy, New York 2002, ISBN 0-06-440994-5.
- Clive Barker: Das Haus der verschwundenen Jahre. Roman („The Thief of Always“). Heyne, München 1998, ISBN 3-453-13100-2.

## Adaptionen
- Clive Barker, Kris Oprisko, Gabriel Hernandez: Der Dieb der Zeit („The Thief of Always“). Egmont VG, Köln 2007, ISBN 978-3-7704-3058-1 (Graphic Novel).
- Clive Barker: The Thief of Always. HarperCollins, London 1992 (2 Kassetten, gelesen von John Glover).